# 聖劍傳說 瑪娜幻象
《聖劍傳說 瑪娜幻象》，是史克威爾艾尼克斯推出的動作角色扮演遊戲，於PlayStation 4、PlayStation 5、Xbox Series X/S與Windows平台上登場。這是《聖劍傳說》系列的第五部主要作品，於2024年8月29日在全球發售。章節全破的話，聖劍傳說右邊會出現5這個數子。

## 外部連結
- 官方网站：日文版、英文版